# Petra Malm
Petra Malm, född 30 mars 1977 i Kiruna, är den första kvinnan  som har antagits till det svenska, militära specialförbandet Särskilda operationsgruppen, vilket är Försvarsmaktens hemligaste förband.

## Biografi
Karriären började med att Malm efter att ha avklarat Försvarsmaktens jägarutbildning, tjänstgjorde inom Försvarsmakten i sju år innan hon sökte sig till SOG. Malms pionjärskap med att vara den första kvinnan i Särskilda Operationsgruppen har uppmärksammats internationellt, då hon deltog i en brittisk verklighetsshow där deltagarna under uppsikt av ledare genomgår fysiska och mentala prövningar som ska motsvara antagningsproven till brittiska arméns Special Air Service (SAS). Deltagare som inte motsvarar kraven sållas ut fortlöpande. Malms roll var att agera mullvad och inifrån gruppen observera deltagarna och ge rekommendationer till övningsledarna för urvalet.
Efter detta gav hon ett antal intervjuer i svensk press om framför allt tiden i SOG och ett längre samarbete med Erica Dahlgren på Sveriges radio som resulterade i ett avsnitt i P1 Dokumentär.
Malm blev allmänt känd som en av instruktörerna i TV:serien Elitstyrkans hemligheter, där hon kallas "Pam". Sedan 2022 leder hon höstsäsongerna av Robinson.
Hon utsågs till Årets norrbottning år 2023 och var värd för Sommar i P1 år 2024.